# Junip
Junip é uma banda  sueca de folk rock formada pelo duo José González na voz e violão, e Tobias Winterkorn no teclado/piano, ao lado de vários artistas diferentes em shows e gravações. Uma das músicas da banda, Far Away, foi usada no filme A Vida Secreta de Walter Mitty.

## História
A banda foi formada em 1998 pelos amigos de infância José González e Elias Araya, junto com Tobias Winterkorn. O grupo começou como um hobby para os três, que na época tinham outras ocupações: Winterkorn era professor em meio período, Araya um estudante de arte e González estudantes de bioquímica. Em 2000, lançaram seu primeiro EP, Straight Lines.
Quando a carreira solo de González decolou, em 2003, o grupo teve uma pausa. Na Época, González largou os estudos e passou a fazer turnês de shows, vivendo exclusivamente da música. Reunidos em 2005, o trio lançou seu segundo EP, Black Refuge. Depois disso, González partiu em um nova turnê solo.
A banda lançou seu primeiro album completo, Fields, em 2010. Na turnê subsequente, a formação do grupo foi expandida para incluir baixo and percussão. Três anos depois, lançaram o album homônimo Junip (album). Depois da gravação e antes da turnê de lançamento, Araya deixou o grupo, sendo substituído nos shows por outros bateristas.

## Discografia

### Albuns
| Ano  | Album  | Melhor posição |
| Ano  | Album  | SWE            |
| ---- | ------ | -------------- |
| 2010 | Fields | 41             |
| 2013 | Junip  | 55             |

### EPs
- Straight Lines (2000)
- Black Refuge EP (2005)
- Rope and Summit EP (2010)
- In Every Direction EP (2011)